# Arisztipposz
Kürénéi Arisztipposz (ógörögül: Ἀρίστιππος), (Küréné, i. e. 434 körül – Küréné, i. e. 356 körül) ókori görög hedonista filozófus, a kürénéi iskola alapítója. Az ember számára a legfőbb jót a legtöbb öröm elérésével és a fájdalom elkerülésével azonosította.

## Élete
Afrikai görög gyarmatvárosban, Kürénében született, körülbelül 435-ben. Piandrosz szerint, családja egész Líbia leggazdagabb családja volt. Görögországba 19 éves kora körül költözött, hogy Athénban, Szókratész tanítványa legyen. Egyes elbeszélések szerint, már Szókratésszal való találkozása előtt hallgatta a szófistákat, különösen Prótagoraszt, sőt maga is pénzért tanított, az okosaknak kedvezményt, a gyengébbeknek viszont felárat számított. A kor filozófusai, mint Platón, Xenophón sőt Szinópéi Diogenész is, nem kedvelték Arisztipposzt életvitele miatt, amelyről számos anekdota maradt fenn. Állítólag gőgös volt és lenézte embertársait.
Szókratész halála után végleg elhagyta Athént, és élete végéig sokat utazott, Diogenész Laertiosz szerint még fogságba is esett. Végül az itáliai Liparában halt meg.

## Filozófiája
Úgy vélte, hogy biztos tudást csak érzékeink nyújthatnak (ezt az álláspontot ma szenzualizmusnak neveznénk), viselkedésünket ezért a szubjektív érzéki benyomásoknak kell irányítaniuk. Emiatt a helyes és erényes élet – következtette Arisztipposz – az érzékileg kellemes, gyönyörteli élet.
Aki gyönyört érez, az boldog, aki pedig nem, az nyomorult. Arisztotelész azt állította, hogy Arisztipposz elutasított minden tudományt, aminek nem volt köze a gyönyörhöz, így például a matematikát is.